# Манебах (Ајфел)
Манебах (њем. Mannebach) општина је у њемачкој савезној држави Рајна-Палатинат. Једно је од 109 општинских средишта округа Вулканајфел. Према процјени из 2010. у општини је живјело 252 становника. Посједује регионалну шифру (AGS) 7233225.

## Географски и демографски подаци
Манебах се налази у савезној држави Рајна-Палатинат у округу Вулканајфел. Општина се налази на надморској висини од 505 метара. Површина општине износи 7,3 km². У самом мјесту је, према процјени из 2010. године, живјело 252 становника. Просјечна густина становништва износи 34 становника/km².